# Сырный колпак
Сырный колпак (сы́рница) — специальное кухонное приспособление в форме купола. Предназначен для кратковременного хранения сыра и других продуктов питания при комнатной температуре перед подачей на стол, чтобы защитить их от проникновения насекомых и распространения запахов. Разрешается также подавать сыр под колпаком на стол. Прибор может включать держатель и поднос. Обычно изготавливается из стекла, фарфора, фаянса или пластмассы. Стеклянные колпаки для сыра подразделяются на прессованные и выдувные из бесцветного или цветного стекла и бывают как круглой, так и четырёхугольной формы. Для резки сыра используются специальные сырные ножи. Крышка в форме колокола для подачи горячих вторых блюд называется «баранчик».